# Walter Escobar
Pour les articles homonymes, voir Escobar.
Escobar  López est un nom espagnol. Le premier nom de famille, en général paternel, est Escobar ; le second, en général maternel, souvent omis, est López.
Walter Filadelfo Escobar López, né le 30 juin 1990 à Palestina de Los Altos, est un coureur cycliste guatémaltèque.

## Palmarès et résultats

### Palmarès par année
- 2009
  - 4e étape de la Vuelta de la Juventud Guatemala
- 2010
  - 2e étape de la Vuelta de la Juventud Guatemala
- 2011
  -  Champion du Guatemala sur route espoirs
  - Classement général de la Vuelta de la Juventud Guatemala
  - 3e du championnat du Guatemala sur route
  -  Médaillé de bronze du championnat d'Amérique centrale sur route
- 2016
  - 2e du championnat du Guatemala du contre-la-montre
- 2017
  -  Champion du Guatemala sur route
  -  Champion du Guatemala du contre-la-montre par équipes
  - 3eb étape du Tour du Guatemala (contre-la-montre par équipes)
- 2018
  -  Champion du Guatemala du contre-la-montre par équipes
  - 3e du championnat du Guatemala du contre-la-montre
- 2019
  -  Champion du Guatemala du contre-la-montre par équipes
  - 3e du Grand Prix du Guatemala
- 2022
  -  Champion du Guatemala du contre-la-montre par équipes

### Classements mondiaux
| Année            | 2013 | 2014 | 2015 | 2016 | 2017 |
| ---------------- | ---- | ---- | ---- | ---- | ---- |
| UCI America Tour | 149e |      | 290e | 194e | 29e  |